# Centropus ateralbus
Il cucal bianconero o cuculo fagiano della Nuova Britannia (Centropus ateralbus Lesson, 1826) è un uccello della famiglia Cuculidae.

## Distribuzione e habitat
Questo uccello è endemico di Papua Nuova Guinea.

## Tassonomia
Centropus ateralbus non ha sottospecie, è monotipico.